# ハイドロックス

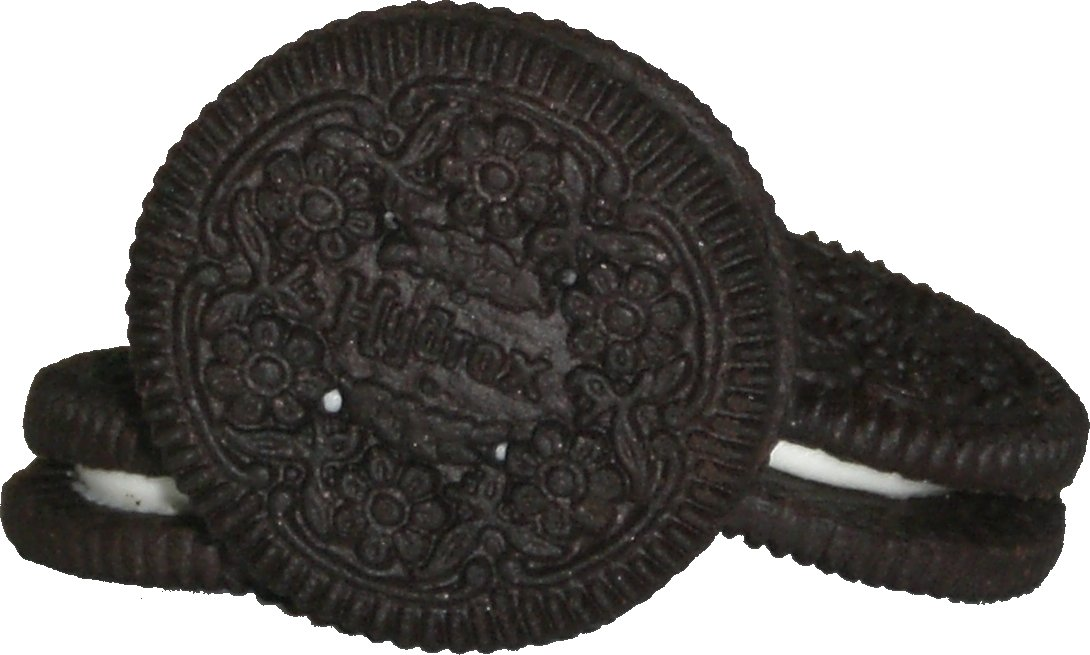
ハイドロックス

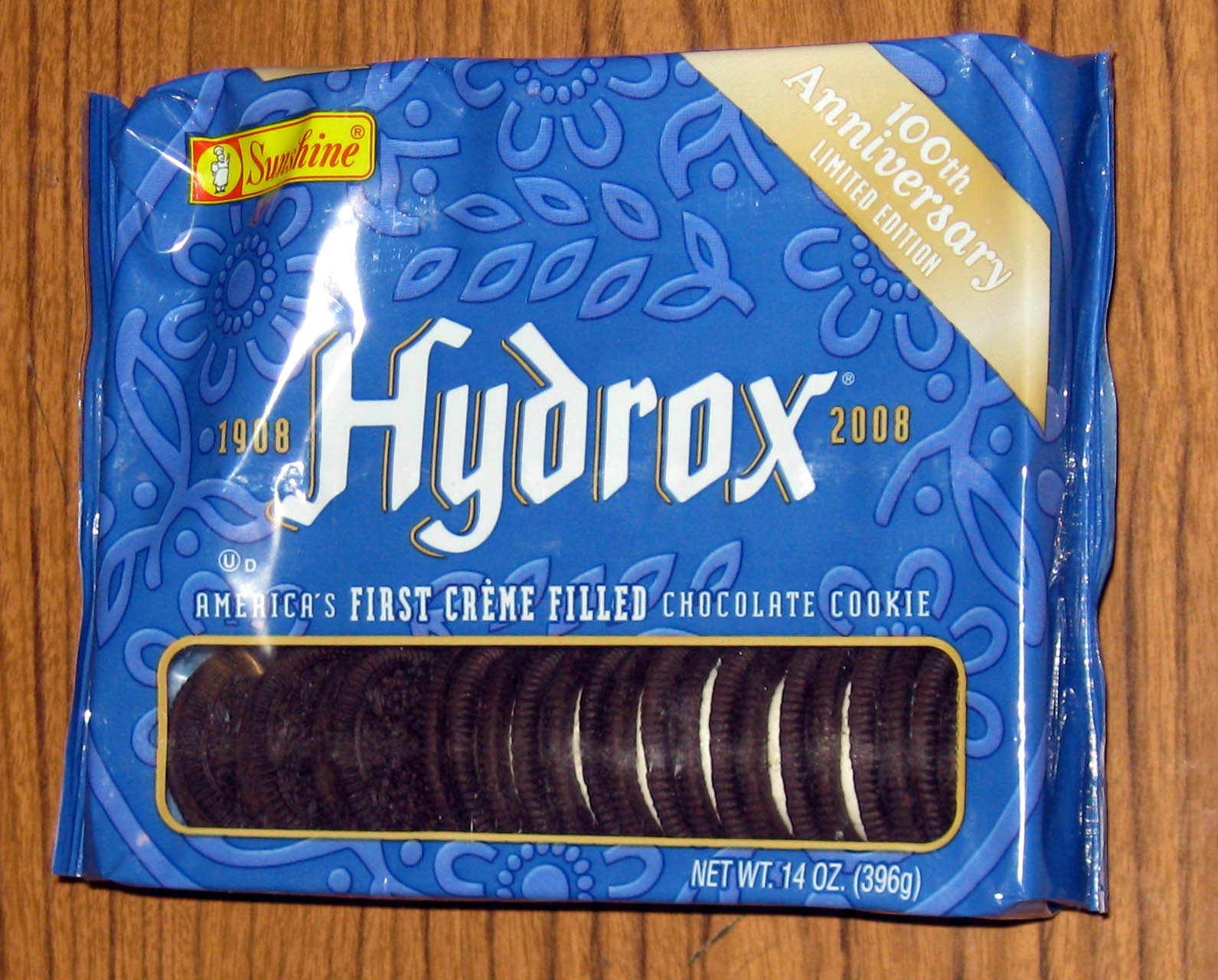
100周年記念のハイドロックス

ハイドロックス (英語: Hydrox)は、アメリカ合衆国カリフォルニア州ニューポートビーチを本拠地とするリーフ社が生産している、クリーム入りチョコサンドクッキーの商標名である。
1908年にサンシャイン社（後のサンシャイン・ビスケット社）が生産をはじめ、90年以上にわたり販売されるが製造停止となり、2015年に復刻される。オレオクッキーと比べると、ハイドロックスのほうが風味があって甘さ控えめであり、クッキーはミルクでねっとりせずにサクサクした食感である。

## 由来
ハイドロックスという名は、水を構成する原子である水素(hydrogen)と酸素(oxygen)に由来する。1908年にクッキーを開発した者らは「純粋さとおいしさ」を伝える名前を模索し、この名を名付けた。

## 歴史
1912年に登場したオレオクッキーは、ハイドロックスから触発された類似商品であった。しかし、オレオは最終的にハイドロックス以上の人気を博し、ハイドロックスが元祖商品であるにもかかわらず、模倣品として認知されてしまう事態となった。1999年にサンシャイン社がキーブラー社によって買収され、ハイドロックスはほぼ製造中止となり、それに代わって、ハイドロックスの類似商品といえる「ドロキシーズ」という商品を販売する。
2001年にキーブラー社は、後のケロッグに買収され、2003年にケロッグはドロキシーズを販売停止する。ケロッグはフェイマス・エイモス社と提携し、ほかのフレーバーのサンドクッキーとともにチョコレートサンドクッキーを市場に売り出した。しかし、その後生産中止とする。ケロッグはハイドロックスの作り方は独特だと述べている。
2008年8月の後半に、ハイドロックス100周年を記念し、ケロッグはサンシャイン社が製造したハイドロックスの復刻クッキーを販売する。すると、ハイドロックスのファンがケロッグへ、商品の復刻販売継続を求める電話やネットによる嘆願が何千件も殺到した。復刻版クッキーレシピは従来のものからわずかに変更され、トランス脂肪酸が取り除かれている。ハイドロックスは期間限定で全米で販売されたが、1年もしないうちにケロッグは自社のウェブサイトからハイドロックスを消した。
2012年まで、カーベルアイスクリームフランチャイズ店は、ハイドロックスのクッキーのかけらを入れたアイスクリーム製品を売っていた。オレオのレシピはラードを使用しているが、カーベルのアイスクリームは、ラードが含まれないカシュルな食品であることをセールスポイントにしていた。カーベルの公式ウェブサイトにおいてハイドロックスクッキーの名が言及されてはいないが、店内ポスターに、小文字の「ｈ」ではじまるつづりが用いられていたため、ハイドロックスのクッキーを使用していると特定された。現在は、カーベルのアイスクリーム商品にはオレオクッキーが使用されている。
2014年にリーフ社がハイドロックスの商標を獲得した。リーフ社は独自のフレーバーや「サクサク感」を維持したクッキー製造を計画した。新しいハイドロックスは全米のほとんどのスーパーマーケット、専門店で入手可能となる予定である。
2015年9月4日にリーフ社が、カリフォルニア州のバーノンの自社工場でハイドロックスの製造を開始する。

## 参考事項
1. 1 2  Eber, H. (2012年2月26日). “The Big O: The Chelsea-born Oreo cookie celebrates its 100th birthday”. New York Post. pp. 44–45
2. 1 2  “Leaf Brands begins production of Hydrox cookies”.   Food Business News (2015年9月4日). 2016年3月4日時点のオリジナルよりアーカイブ。2015年9月20日閲覧。 “Leaf Brands L.L.C. officially relaunched Hydrox cookies on Sept. 4 with the onset of production at the company’s facility in Vernon, Calif.”
3. 1 2 3  Christopher Rhoads (2008年1月19日). “The Hydrox Cookie Is Dead, and Fans Won't Get Over It”. The Wall Street Journal 2009年11月29日閲覧。
4. 1 2 3  Paul Lukas (1999年3月15日). “Oreos to Hydrox: Resistance Is Futile”. Fortune 2009年11月29日閲覧。
5. ↑  Christopher Rhoads (2008年5月28日). “Hydrox Redux: Cookie Duels Oreo, Again”. The Wall Street Journal 2009年11月29日閲覧。
6. ↑  Carvel web site
7. ↑  Bruce Horovitz (2014年5月11日). “Hydrox cookies bake plans for comeback”. USA Today 2015年4月28日閲覧。